# Радиоизотопни термоелектрични генератор
Радиоизотопни термоелектрични генератор (РТГ) је електрични генератор који добија снагу од радиоактивног распада. У овом типу генератора, топлота која се добија распадом погодног радиоактивног материјала се претвара у електричну енергију Сибековим ефектом користећи мрежу термопарова.
РТГ-ови су коришћени као извор напајања сателита, свемирских летелица и постројења без људског присуства као што су светионици које је изградио СССР унутар Арктичког круга. РТГ је најпожељнији извор енергије код робота или забачених постројења којима је потребно само пар стотина вати на дужи временски период. Овакве инсталације не могу подржати батерије, акумулатори или горивне ћелије а да то буде економски исплативо. Такође се користе на местима где соларне ћелије нису практичне. Сигурна употреба РТГ-а захтева сузбијање радиоизотопа дуго после завршетка животног века РТГ јединице.